# Richelle Mead
Richelle Mead (Michigan, 12 november 1976) is een Amerikaanse bestseller fantasy-schrijver. Ze is bekend geworden door onder andere de boekenserie Academicus Vampyrus.

## Biografie
Richelle Mead werd geboren in Michigan en leeft momenteel in Kirkland, de voorstad van Seattle, Verenigde Staten.. Ze heeft drie diploma's: een Bachelor voor Algemene Studies aan de Universiteit van Michigan, een Master voor Vergelijkende Religie van de Western Michigan University, en een Master in Onderwijs van de Universiteit van Washington. Voordat ze fulltime begon te schrijven gaf ze in Seattle les in sociale wetenschappen en Engels. Ze schreef in haar vrije tijd, totdat haar eerste boek, Soccubus Blues, uitkwam, om vervolgens fulltime schrijfster te worden.

### Romans

#### Georgina Kincaid-serie
1. Succubus Blues (27 februari 2007): Genomineerd - 2007 Reviewers' Choice Awards - Best Urban Fantasy Novel[6]
2. Succubus on Top (18 december 2007) (UK titel: Succubus Nights)
3. Succubus Dreams (30 september 2008)
4. Succubus Heat (26 mei 2009)
5. Succubus Shadows (30 maart 2010)
6. Succubus Revealed (30 augustus 2011)

#### Dark Swan-serie
1. Storm Born (5 augustus 2008): Genomineerd - 2008 Reviewers' Choice Awards - Best Urban Fantasy Novel[7]
2. Thorn Queen (28 juli 2009)
3. Iron Crowned (22 februari 2011)
4. Shadow Heir (27 december 2011)[8]

#### Age of X-serie
1. Gameboard of the Gods (4 juni 2013)
2. the immortal crown (29 mei 2014)

### The Glittering Court-serie
1. The Glittering Court
2. Midnight jewel
3. The emerald sea (nog niet vertaald)

#### Academicus Vampyrus-serie
1. Academicus Vampyrus (Vampire Academy) (16 augustus 2007) Library Association: 2008 Quick Picks for Reluctant Young Adult Readers[9]
2. IJskoud (Frostbite) (10 april 2008) Library Association: 2009 Quick Picks for Reluctant Young Adult Readers[10]
3. Schaduwkus (Shadow Kiss) (13 november 2008)
4. Bloedbelofte (Blood Promise) (25 augustus 2009)
5. Geestesband (Spirit Bound) (18 mei 2010) Genomineerd - 2011 Children's Choice Book Awards - Teen Choice Book of the Year[11]
6. Offergave (Last Sacrifice) (7 december 2010)

Het eerste boek wordt nu verfilmd met als titel Vampire Academy: Blood Sisters.

#### De alchemisten-serie
Dit is een spin-off van de serie Academicus Vampyrus
1. Bloedverwanten (Bloodlines) (23 augustus 2011)
2. De gouden lelie (The Golden Lily) (12 juni 2012)
3. De indigo bezwering (The Indigo Spell) (12 februari 2013)
4. Fiery Heart (november 2013)[12]
5. Silver Shadows (juli 2014)
6. The Ruby Circle (10 februari 2015)

### Kinderboeken
- Doctor Who: Something Borrowed, de 6e Puffin E-short met de zesde Doctor and Peri Brown (23 juni 2013)[13]

### Bloemlezingen
- “Brushstrokes”, Dreams & Desires Vol. 1 (Freya’s Bower, februari 2007) (met personages uit de serie Georgina Kincaid)
- “City of Demons”, Eternal Lover (Kensington, april 2008) (met personages uit de serie Georgina Kincaid)
- “Blue Moon”, Immortal: Love Stories With Bite (BenBella Books, augustus 2008)
- “Sunshine”, Kisses From Hell (HarperTeen, augustus 2010) (met personages uit de serie Academicus Vampyrus)
- "Homecoming", Foretold (augustus 2012) (met personages uit de serie Academicus Vampyrus)

## Prijzen en nominaties
| Jaar | Prijs                   | Categorie                                    | Boek of serie       | Uitslag             |
| ---- | ----------------------- | -------------------------------------------- | ------------------- | ------------------- |
| 2009 | P.E.A.R.L. Awards       | Best Romantic Fantasy                        | Thorn Queen         | Eervolle vermelding |
| 2010 | Teen Read Awards        | Best Teen Series                             | Academicus Vampyrus | Gewonnen            |
| 2010 | Goodreads Choice Awards | Goodreads Author                             | Richelle Mead       | Gewonnen            |
| 2010 | Goodreads Choice Awards | Paranormal Fantasy                           | Succubus Shadows    | Genomineerd         |
| 2011 | Kids' Choice Awards     | Favorite Book                                | Academicus Vampyrus | Genomineerd         |
| 2011 | Goodreads Choice Awards | Best Graphic Novels and Comics               | Academicus Vampyrus | Gewonnen            |
| 2011 | Goodreads Choice Awards | Favorite Book of 2011                        | Bloodlines          | Genomineerd         |
| 2011 | Goodreads Choice Awards | Best Paranormal Fantasy                      | Soccubus Revealed   | Genomineerd         |
| 2011 | Goodreads Choice Awards | Best Young Adult Fantasy and Science Fiction | Bloodlines          | Genomineerd         |
| 2011 | Goodreads Choice Awards | Best Goodreads Author                        | Richelle Mead       | Genomineerd         |